# مارينا رودريجيز
مارينا ألكالدي رودريجيز (بالبرتغالية: Marina Alcalde Rodriguez؛ مواليد 29 أبريل 1987) هي مُقاتلة فنون قتالية مختلطة أمريكية.

## وصلات خارجية
- مارينا رودريجيز على موقع يو إف سي (الإنجليزية)
- مارينا رودريجيز على موقع شيردوغ (الإنجليزية)
- مارينا رودريجيز على موقع Tapology.com (الإنجليزية)